# Sebastián Gularte
Gerardo Sebastián Gularte Fros (Tacuarembó, Uruguay, 21 de mayo de 1990) es un futbolista uruguayo. Juega como delantero y su equipo actual es Kimberley de mar del plata del Torneo Federal A de Argentina.

## Trayectoria
Comenzó jugando en su ciudad natal para Tacuarembó FC club al que llegó a los 9 años, debido a las pocas oportunidades fichó por Deportivo Maldonado. 

### Deportes Savio
A mediados del 2011 emigró a Honduras para jugar por Deportes Savio.

### Tacuarembó FC
En su vuelta a Tacuarembó F. C., llega con más rodaje futbolístico y logra consolidarse, anotando 11 goles en 25 partidos.

### Rampla Juniors
Debido a eso, fichó por Rampla Juniors con el cual ascendió a la Primera División de Uruguay, además de anotar 11 goles.

### Montevideo Wanderers
Luego de su gran semestre en Segunda, fichó por Montevideo Wanderers, siendo el tercer refuerzo junto a Matías Quagliotti y Alexis Silva Jugó la Copa Libertadores 2015 con el dorsal 9, debutó en la Libertadores jugando en el Estadio Alberto J. Armando más conocido como La bombonera.

### San Marcos de Arica
Luego de su paso por Wanderers, llega a Chile para jugar por San Marcos de Arica. Jugó al lado de su compatriota Nicolás Fagúndez. Tuvo un paso fugaz por Miramar Misiones.

### Tacuarembó FC
En su tercera etapa en Tacuarembó FC, fue la principal figura del equipo, donde  logró anotar 13 goles.

### Unión Comercio
Su gran año en Uruguay le sirvió para volver a emigrar, esta vez a Perú donde fichó por Unión Comercio. Su debut en el fútbol peruano fue en la primera fecha de la Liga 1 contra Universitario de Deportes en un partido que quedó 1 a 1, dando la asistencia a su compañero Jesús Rabanal, luego de ganarle una dividida a su compatriota Guillermo Rodríguez. Su primer gol lo hace en la fecha 2 del Apertura haciendo el único gol del partido en la victoria 1 a 0 ante Sport Boys. A la siguiente fecha anota un doblete al Pirata FC. Fue el mejor jugador de su equipo en la temporada y uno de los mejores delanteros del campeonato, anotó 14 goles donde no tuvo evitar el descenso.

### Binacional
Para el 2020 ficha por Binacional para la Libertadores.

## Clubes
| Club                      | País      | Año             |
| ------------------------- | --------- | --------------- |
| Tacuarembó                | Uruguay   | 2009 - 2010     |
| Deportivo Maldonado       | Uruguay   | 2010            |
| Deportes Savio            | Honduras  | 2011            |
| Tacuarembó F. C.          | Uruguay   | 2012 - 2013     |
| Rampla Juniors            | Uruguay   | 2014            |
| Montevideo Wanderers      | Uruguay   | 2014 - 2015     |
| San Marcos de Arica       | Chile     | 2015 - 2016     |
| Progreso                  | Uruguay   | 2016            |
| Deportivo Mictlán         | Guatemala | 2017            |
| Miramar Misiones          | Uruguay   | 2017            |
| Tacuarembó F. C.          | Uruguay   | 2018            |
| Unión Comercio            | Perú      | 2019            |
| Deportivo Binacional      | Perú      | 2020            |
| Nacional Potosí           | Bolivia   | 2021            |
| Club Atlético Bucaramanga | Colombia  | 2021 - 2022     |
| Ayacucho FC               | Perú      | 2022            |
| Alvarado                  | Argentina | 2022 - Presente |

## Estadísticas
- Actualizado hasta el 24 de noviembre de 2019.[2][3]

| Tacuarembó · Uruguay                                                                                                 |               |               |     |    |   |   |   |    |     |      |      |
| 1ª | 2008/09       | 6             | 0   | -  | - | - | - | 6  | 0   | 0.00 |      |
| 1ª | 2009/10       | 9             | 0   | -  | - | - | - | 9  | 0   | 0.00 |      |
| 2ª | 2012/13       | 25            | 11  | -  | - | - | - | 25 | 11  | 0.44 |      |
| 2ª | 2018          | 24            | 13  | -  | - | - | - | 24 | 13  | 0.64 |      |
| Total club | Total club    | 64            | 24  | 0  | 0 | 0 | 0 | 64 | 24  | 0.38 |      |
| Deportivo Maldonado · Uruguay                                                                                        |               |               |     |    |   |   |   |    |     |      |      |
| 2ª | 2010/11       | 4             | 0   | -  | - | - | - | 4  | 0   | 0.00 |      |
| Total club | Total club    | 4             | 0   | 0  | 0 | 0 | 0 | 4  | 0   | 0.00 |      |
| Deportes Savio Honduras                                                                                              |               |               |     |    |   |   |   |    |     |      |      |
| 1ª | 2011/12       | 2             | 0   | -  | - | - | - | 2  | 0   | 0.00 |      |
| Total club | Total club    | 2             | 0   | 0  | 0 | 0 | 0 | 2  | 0   | 0.00 |      |
| Rampla Juniors · Uruguay                                                                                             |               |               |     |    |   |   |   |    |     |      |      |
| 2ª | 2013/14       | 17            | 13  | -  | - | - | - | 17 | 14  | 0.76 |      |
| Total club | Total club    | 17            | 13  | 0  | 0 | 0 | 0 | 17 | 13  | 0.76 |      |
| Montevideo Wanderers · Uruguay                                                                                       |               |               |     |    |   |   |   |    |     |      |      |
| 1ª | 2014/15       | 17            | 3   | -  | - | 2 | 0 | 19 | 3   | 0.16 |      |
| Total club | Total club    | 17            | 3   | 0  | 0 | 2 | 0 | 19 | 3   | 0.16 |      |
| San Marcos de Arica · Chile                                                                                          |               |               |     |    |   |   |   |    |     |      |      |
| 1ª | 2015/16       | 19            | 3   | 2  | 1 | - | - | 21 | 4   | 0.19 |      |
| Total club | Total club    | 19            | 3   | 2  | 1 | 0 | 0 | 21 | 4   | 0.19 |      |
| Progreso · Uruguay                                                                                                   |               |               |     |    |   |   |   |    |     |      |      |
| 2ª | 2013/14       | 11            | 0   | -  | - | - | - | 11 | 0   | 0    |      |
| Total club | Total club    | 11            | 0   | 0  | 0 | 0 | 0 | 11 | 0   | 0    |      |
| Deportivo Mictlán · Guatemala                                                                                        |               |               |     |    |   |   |   |    |     |      |      |
| 1ª | 2016/17       | 20            | 1   | -  | - | - | - | 20 | 1   | 0.05 |      |
| Total club | Total club    | 20            | 1   | 0  | 0 | 0 | 0 | 20 | 1   | 0.05 |      |
| Miramar Misiones · Uruguay                                                                                           |               |               |     |    |   |   |   |    |     |      |      |
| 2ª | 2017          | 11            | 2   | -  | - | - | - | 11 | 2   | 0.18 |      |
| Total club | Total club    | 11            | 2   | 0  | 0 | 0 | 0 | 11 | 2   | 0.18 |      |
| Unión Comercio · Perú                                                                                                |               |               |     |    |   |   |   |    |     |      |      |
| 1ª | 2019          | 29            | 14  | -  | - | - | - | 29 | 14  | 0.48 |      |
| Total club | Total club    | 29            | 14  | 0  | 0 | 0 | 0 | 29 | 14  | 0.48 |      |
| Deportivo Binacional · Perú                                                                                          |               |               |     |    |   |   |   |    |     |      |      |
| 1ª | 2020          | 16            | 3   | -  | - | 4 | 0 | 20 | 3   | 0.15 |      |
| Total club | Total club    | 16            | 3   | 0  | 0 | 4 | 0 | 20 | 3   | 0.15 |      |
| Nacional Potosí · Bolivia                                                                                            |               |               |     |    |   |   |   |    |     |      |      |
| 1ª | 2021          | 29            | 12  | -  | - | 2 | 1 | 31 | 13  | 0.42 |      |
| Total club | Total club    | 29            | 12  | 0  | 0 | 2 | 1 | 31 | 13  | 0.42 |      |
| Total carrera | Total carrera | Total carrera | 194 | 60 | 2 | 1 | 2 | 0  | 198 | 61   | 0.31 |
| (1) Incluye datos de Copa Chile. (2) Incluye datos de Copa Libertadores. (3) No incluye goles en partidos amistosos. |               |               |     |    |   |   |   |    |     |      |      |